# Teatro Aveirense
O Teatro Aveirense é um teatro localizado entre a Rua 31 de Janeiro e a Rua de Belém do Pará, na freguesia de Glória e Vera Cruz, na cidade e município de Aveiro, distrito de Aveiro, em Portugal.
Encontra-se classificado como Imóvel de Interesse Público desde 2002.

## História
Remonta a 1854, ano em que a Câmara Municipal de Aveiro adquiriu um terreno para a construção de uma sala de espectáculos e cultura, uma vez que os dois teatros existentes até então – o das Olarias e o da Rua do Carril – estavam longe de satisfazer as necessidades, tanto de público como dos actores.
A primeira pedra foi lançada em 1855. Pouco depois, entretanto, as obras tiveram que ser interrompidas devido a dificuldades financeiras, situação que se arrastou até finais da década de 1870.
Em 1879 constitui-se uma sociedade que ficava responsável pela construção e administração do futuro espaço de espectáculos e cultura, com a designação de "Sociedade Construtora e Administrativa do Teatro Aveirense". Grande parte das verbas obtidas para a retoma dos trabalhos foi recolhida através da entrega de ações dessa Sociedade às figuras mais abastadas da cidade, a toda a família Real e aos vultos mais eminentes da política e do comércio, a que se juntou o trabalho braçal de muitos habitantes da cidade.
Os trabalhos de edificação foram concluídos em 1881, tendo a inauguração do teatro ocorrido em finais desse mesmo ano. No dia 5 de março de 1882 realizou-se a estreia da primeira peça de teatro, encenada pela Companhia do Teatro Nacional D. Maria II, a qual se manteve alguns dias em Aveiro com representações diárias. A partir de então sucederam-se os espectáculos quer de prestigiadas companhias e atores portugueses, quer por consagrados atores estrangeiros, não só a nível teatral mas também nas áreas da música, dança e ópera.
Após 1910 o teatro encerra para receber obras de adaptação e modernização, reabrindo em 1912, tendo como uma das novas funcionalidades o cinematógrafo. Contudo, as dificuldades financeiras voltaram a estar presentes nos anos posteriores, estando na base destas a pouca afluência de público aos espectáculos. Desse modo, em 1947 as  suas actividades foram interrompidas procedendo-se a uma nova reformulação do seu interior, com projeto de Ernesto Korrodi. Reabriu as suas portas em finais de 1949, agora com uma capacidade superior a mil lugares.
Já em nossos dias, diante de novas dificuldades, em 1998 o imóvel foi adquirido pela Câmara Municipal, com o objectivo de o preservar como parte da história e do património da cidade, ao mesmo tempo que se propôs a realizar uma profunda renovação e ajustamento às necessidades e exigências atuais.
No ano de 2000 o Teatro Aveirense encerrou as suas portas, iniciando-se nova etapa de trabalhos de renovação, interior e exterior. Em 23 de outubro de 2003 voltou a reabrir.
Em fevereiro de 2021, eve início a empreitada de renovação do teatro, um investimento da Câmara Municipal de Aveiro de 1.499.294,54 euros, que visa intervir de forma generalizada na conservação das infraestruturas, equipamentos e organização funcional. A empreitada engloba toda a estrutura e os seus elementos construtivos, as redes de infraestruturas, todos os equipamentos mecânicos e à sua organização funcional, assim como a capacitação ao nível da modernização do equipamento e dos meios de comunicação.